# Calafataggio

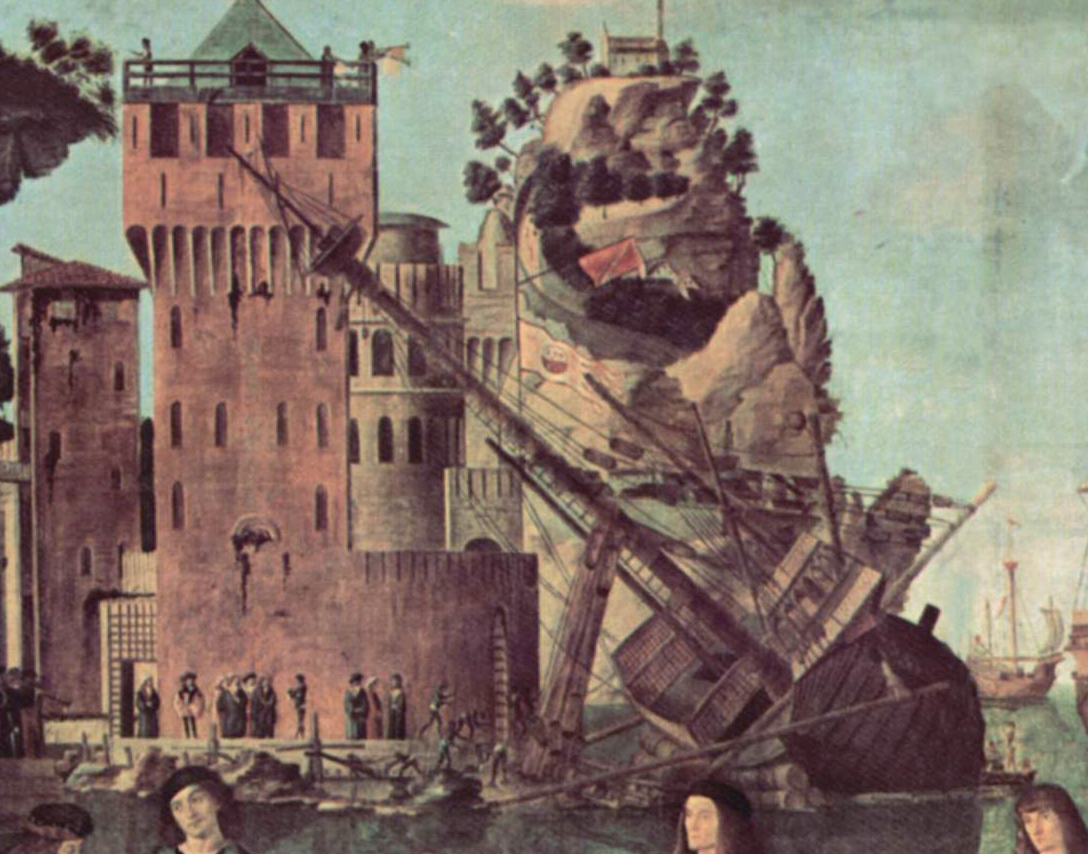
Calafataggio di una nave, dettaglio delle Storie di sant'Orsola di Vittore Carpaccio (1495)

Il calafataggio (più raramente detta calafatatura) è una tecnica di impermeabilizzazione dello scafo in legno, eseguita dal mastro calafato. Essa crea una giunzione tra le tavole del fasciame in grado di reggere il mare e resistere nel tempo.
In passato la tecnica consisteva essenzialmente nell'inserire tra il fasciame che costituisce lo scafo delle fibre, spesso canapa o stoppa, impregnate di pece. Attualmente viene utilizzata la cotonina o la canapa e resine sintetiche o catrame.
L'azione avviene manualmente, usando una mazzuola di legno, detto "maglio da calafato", e un particolare scalpello a punta piatta, detto "malabestia", che permette di spingere la fibra, senza tagliarla, all'interno dei comenti, ovvero le connessioni tra le tavole del fasciame.